# Анич, Бошко
Бошко Анич (хорв. Boško Anić; род. 27 июля 1968, Триль) — хорватский футболист, игравший на позиции защитника.
Бошко Анич начинал карьеру футболиста в югославском клубе «Борац». В 1991 году он стал игроком сплитского «Хайдука». 11 мая того же года он забил свой первый гол за «Хайдук», отличившись в домашнем матче против «Сараево».
В независимой Хорватии Бошко выступал за клубы «Шибеник», «Задар», «Сегеста», «Истра» и «Риека». В 1997 году он вернулся в «Хайдук», где и закончил свою карьеру футболиста.